# André Sant’Anna
André Sant’Anna (* 1964 in Belo Horizonte) ist ein brasilianischer Schriftsteller, Performer und Drehbuchautor. In den 1980er Jahren war er Bassist der Gruppe Tao e Qual. Nach einem Aufenthalt in Berlin Anfang der 1990er Jahre und dem anschließenden Umzug von Rio de Janeiro nach São Paulo begann er seine literarische Karriere mit dem 1998 veröffentlichten Monolog Amor, der 2015 in deutscher Übersetzung erschien. In den 2000er Jahren tourte er wieder mit dem musikalisch-literarischen Projekt Sons e Furyas. André Sant’Anna lebt und arbeitet in São Paulo.

## Werke
- Amor, 1998
- Sexo, 1999
- Amor e outras histórias, 2001
- O paraíso é bem bacana, 2006
- Sexo e amizade, 2007
- Inverdades, 2009
- O Brasil é bom, 2014

## Übersetzungen
Amor, übers.: Michael Kegler. Edition Tempo, Berlin 2015.

Gott ist gut #6 in: Lichtungen 133/2013 sowie 

Die Geschichte des Fußballs in: Der Schwarze Sohn Gottes, hrsg.: Luiz Ruffato. Assoziation A 2013.